# Beaumont (Corrèze)
Beaumont (Beu Mont auf Okzitanisch) ist eine französische Gemeinde mit 115 Einwohnern (Stand 1. Januar 2022) im Département Corrèze in der Region Nouvelle-Aquitaine. Die Gemeinde ist Mitglied des Gemeindeverbandes Tulle Agglo. Die Einwohner nennen sich Beaumontois(es).

## Geografie
Die Gemeinde liegt im Zentralmassiv und ist von ausgedehnten Wäldern umgeben. Der Ort liegt am Fluss Vimbelle, in den an der südlichen Gemeindegrenze die Douyge einmündet.
Nachbargemeinden von Beaumont sind Madranges im Norden, Saint-Augustin im Osten, Orliac-de-Bar im Süden, Saint-Salvadour im Südwesten, Chamboulive im Westen sowie Le Lonzac im Nordwesten.
Die Präfektur des Départements Tulle befindet sich rund 25 Kilometer südlich.

## Wappen
Beschreibung: Im Silber gespaltenem Schild vorn ein roter Löwe über dem ein fünfzackiger roter Stern schwebt und hinten drei rote Balken unter blauen Schildhaupt mit drei balkenweis gestellten goldenen fünfzackigen Sternen.

## Einwohnerentwicklung
| Jahr      | 1962 | 1968 | 1975 | 1982 | 1990 | 1999 | 2007 | 2016 |
| Einwohner | 252  | 208  | 180  | 160  | 134  | 128  | 121  | 116  |